# نادي هبوعيل بئر السبع
هبوعيل بئر السبع هو نادي كرة قدم اسرائيلي من مدينة بئر السبع، تأسس عام 1949. فاز الفريق بالدوري الإسرائيلي أربعة مرات آخرها كان عام 2017، وفاز بكأس الدولة الإسرائيلي مرة واحدة عام 1997.